# Józsa Mihály
Józsa Mihály (Brassó, 1847. december 14. – Budapest, 1937. május 23.) evangélikus lelkész.

## Életútja
Józsa János és Nagy Ágnes napimunkás szülők fia. 1860-ban a székelyudvarhelyi református kollégiumba ment, ahol diák-szolga minőségben küzdötte át az iskolai életet és 1867-ben a gimnázium VI. osztályát végezte. Ekkor a Gáspár János vezetése alatt álló nagyenyedi tanítóképző növendéke lett; de csak az első évet végezte, mert 1868. áprilisban a brassói református egyház iskolájánál szervezett segédtanítói állásra kapott meghivást, amit május 8-án el is foglalt.
1870. május 7-én a nagybaconi (Erdővidék) református egyház hívta el a hat korosztályú leányiskola rendes tanítójának. 1871. november 16-án a krizbai (Brassó megye) állami segélyezett községi iskola második tanítója lett; egyszersmind a községi ifjúsági dalárdát és zenekart vezette s lendületet adott az iskolai és népkönyvtárnak. A nőimunka-tanítás és tanulás érdekében is ő tette itt a kezdeményező lépést, amennyiben neje díj nélkül 2-3 évig tanította lakásukon a jelentkező leánykákat varrás, kötés és horgolásra. 1870-74-ben a néptanítói póttanfolyamokat is látogatta és 1874-ben tornatanítói oklevelet nyert.
1874-től a krizbai tanítói járáskör jegyzője s alelnöke, a brassóvidéki tanítóegyletnek pedig főjegyzője volt. Családi körülményeinél fogva 1877. június 15-én hagyta oda a csángó községek ezen legkiválóbbját és elfoglalta a brassói ágostai evangélikus magyar egyházközség által szervezett állami elemi- és polgáriskolai hitoktatói állást. Emellett egy egyházközségi tanácsban, a brassói evangélikus magyar esperességben és ennek vallástanítási állandó bizottságában a jegyzői tisztet viselte és rendes bírája volt az egyházmegyei törvényszéknek. 1886-ban a kolozsvári állami tanítóképzőben tanképesítő vizsgát tett. 1887. szeptember 14-től a brassómegyei tanítótestület és az ebben szervezett segélyező egyesületnek titkára volt.
A magyar közügy szolgálatában tevékeny részt vett: több évig rendezte a jótékonycélú műkedvelői előadásokat, az E. M. K. E. brassói fiókjának pénztárnoka, majd ellenőrje, a dalárdának másodelnöke, az Emke-óvodák felügyelő bizottságának tagja, a brassói magyarság intéző bizottságának jegyzője volt. 1891-ben, midőn a IV. egyetemes tanítógyűlés egyik tételét: Az állami szakszerű tanfelügyelet szervezése, tekintettel a néptanítók előléptetésére, előadta s ezen irányelvek szerint megkészítette a magyar királyi közoktatásügyi kormányhoz felterjesztett memorandumot, a magyarországi tanítók országos bizottságának és az Eötvös-alap gyűjtő és osztó bizottságának tagjává választották. 
1893. május 8-án tanítói működése 25 éves fordulója alkalmából a brassói magyar egyesületek jubiláris ünnepélyt rendeztek. 1896. december 29-én a brassómegyei tanítótestület közhasznú munkásságának elismeréseül tiszteletbeli tagjává választotta.
Oktatásügyi, neveléstani és társadalmi cikkeket írt 1871-től az Erdélyi Népnevelésügyi Értesítőbe, a Család és Iskolába, a Székely Nemzetbe, a Brassóba, a Brassói Híradóba s a Brassói Magyar Ujságba; cikkeinek száma 200-ra tehető.
Szerkesztette az Iskola és Szülői Ház c. nevelés-oktatásügyi közlönyt 1890-től 1893. végéig; több évig szerkesztette a brassói dalárda Értesítőjét.

## Munkái
- A brassói magyar dalárda 25 éves története 1863-1888. és az 1888-ik (26. egyesületi) évről szóló Évkönyve. Brassó. 1889
- A brassómegyei tanítótestület 25 éves története. Uo. 1896
- Magyarország ezer éves fennállásának emléke: a brasómegyei tanítótestület millenniumi ünnepe. Uo. 1896